# دیلاردز

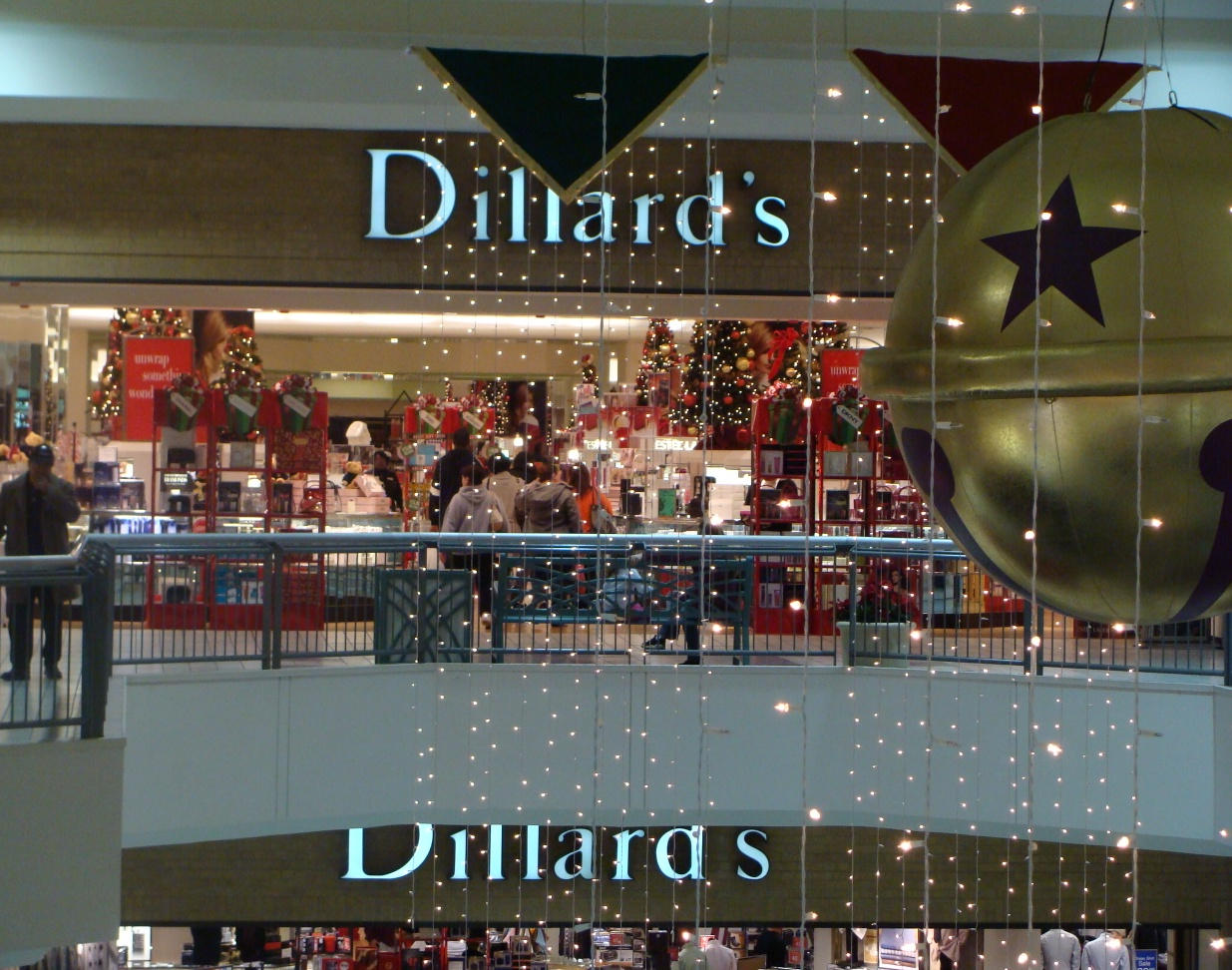

دیلاردز (به انگلیسی: Dillard's) شرکت عمده‌فروشی پوشاک آمریکایی است، که دارای ۳۰۸ شعبه در ۲۹ ایالت می‌باشد.
این شرکت در سال ۱۹۳۸ توسط ویلیام تی. دیلاردز تأسیس شد و در حال حاضر از شرکت‌های بزرگ فروش پوشاک آمریکا محسوب می‌شود. مرکز این شرکت در شهر لیتل راک در آرکانسا مستقر می‌باشد.